# Juan Arturo Ortega Chávez
Juan Arturo Ortega Chávez (Santa Rosalía de Camargo, 14 de mayo de 1947) compositor, músico, historiador y gestor cultural mexicano.  Conocido principalmente por sus composiciones de música regional mexicana, el Himno del Estado de Chihuahua y la música del Himno al Estado de Puebla.

## Trayectoria
Ortega nació en Santa Rosalía de Camargo, Chihuahua, el 14 de mayo de 1947, hijo de Juan Ortega Lara y Amparo Chávez Chávez. Hizo la carrera de humanidades y filosofía en el Seminario Conciliar de Chihuahua y Música Sacra en el Conservatorio de Las Rosas, en Morelia. 
En la capital chihuahuense se desempeñó como maestro de historia de la filosofía, ética, etimologías grecolatinas e historia de la música.
Reside en Puebla desde 1973 dedicado a la promoción cultural.
Es compositor de la música del Himno al Estado de Puebla y autor de la letra y música del Himno del Estado de Chihuahua, su estado natal.
Sus obras musicales comprenden abundante material escolar, canciones populares musicales como Violín Apango para la cantante María de Lourdes y Violín Huapango, con arreglos de José Martínez, para el Mariachi Vargas de Tecalitlán.
Como promotor cultural, ha colaborado con varias dependencias de gobierno de Puebla y su trabajo didáctico comprende tradiciones, costumbres, leyendas y música representativa mexicana.
Actualmente pertenece a la Sociedad de Autores y Compositores de México, al Grupo Impulsor de Música Representativa de México, es miembro del Consejo del Centro histórico de Puebla, miembro de la Organización de Artes y tradiciones populares y miembro de la Corresponsalía del Seminario de la Cultura de Puebla.

## Reconocimientos
- Camarguense distinguido (2014). Por parte del Municipio de Camargo.[1][2]